# Stato dei Presidi

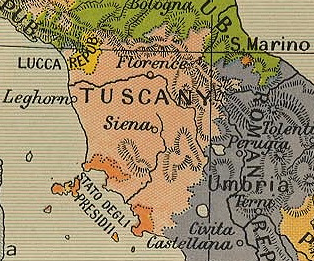
Großherzogtum Toskana und Stato dei Presidi (orange)

Als Stato dei Presidi („Staat der Festungen“) span. Estado de los Reales Presidios oder Presidios de Toscana („Festungen der Toskana“) wurden die 1557 spanischer Herrschaft unterstellten toskanischen Hafen- und Festungsstädte Talamone, Orbetello, Porto Ercole, Porto Santo Stefano und Ansedonia, der diesen vorgelagerte Archipel und das auf Elba gelegene Kastell Porto Longone mit dem zugehörigen Umland bezeichnet. Diese verkehrsgünstig gelegenen und strategisch wichtigen Plätze bildeten quasi einen Garnisonsstaat, welcher der Oberhoheit des ebenfalls zu Spanien gehörenden Königreichs Neapel unterstand. Der Stato dei Presidi diente in erster Linie der Abwehr der Osmanen und Barbaresken-Korsaren in diesem Teil des Mittelmeeres. Er ging 1815 im Großherzogtum Toskana auf.

## Geschichte

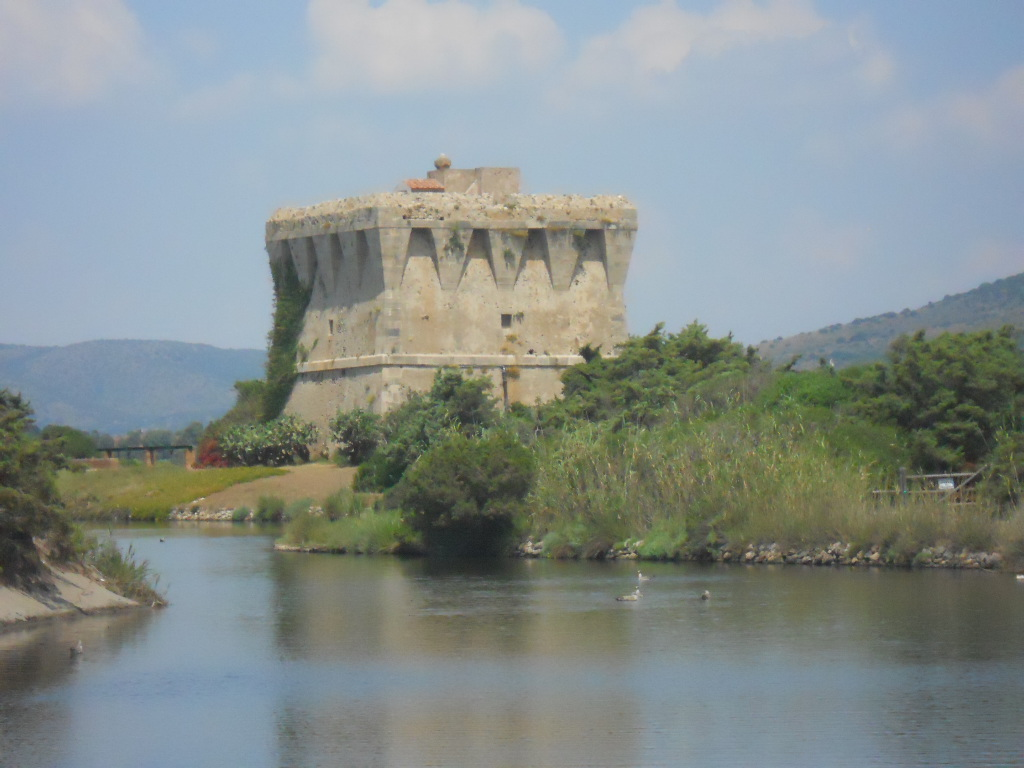
Festung Torre di Buranaccio

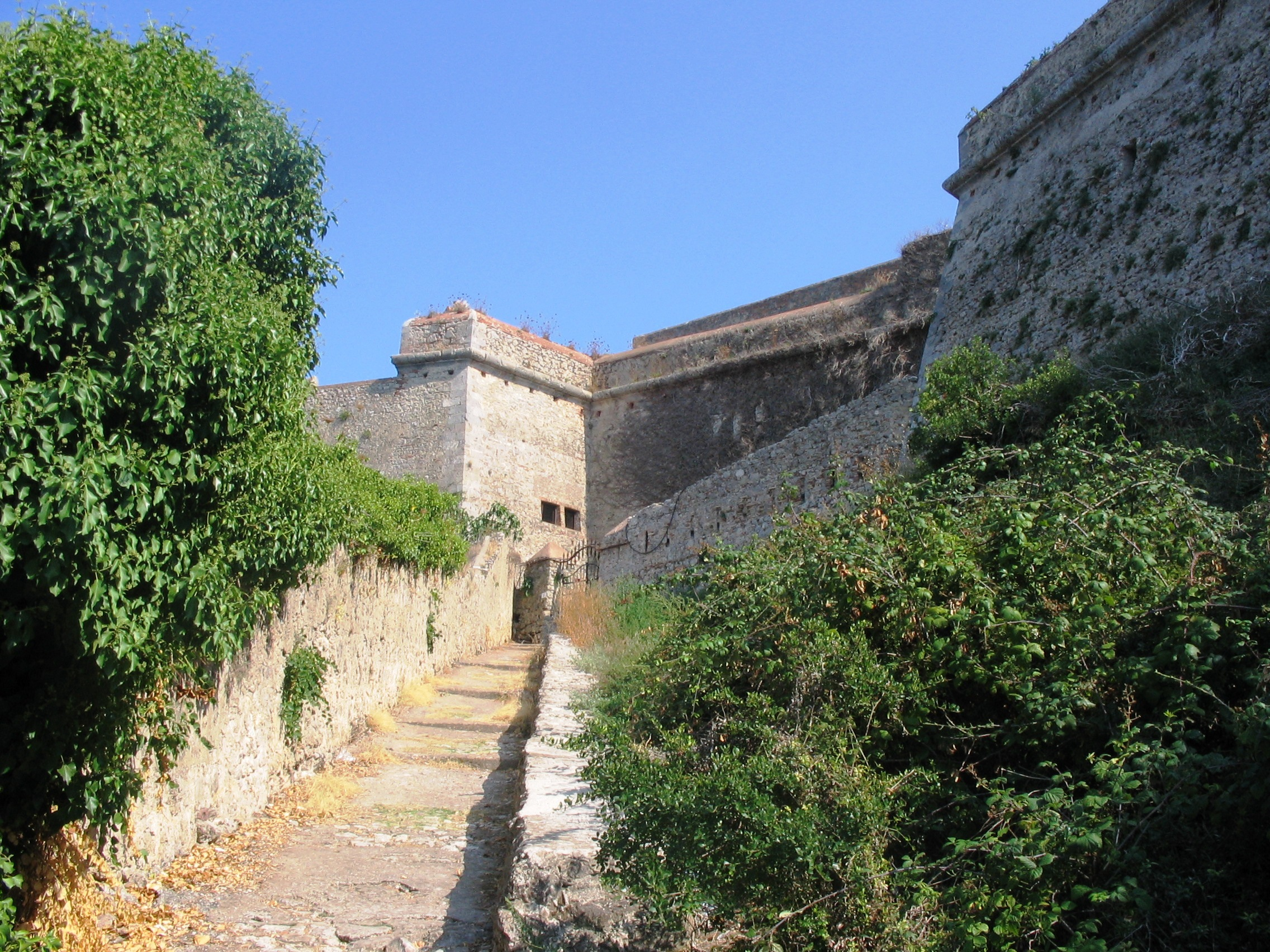
Festung Rocca di Porto Ercole

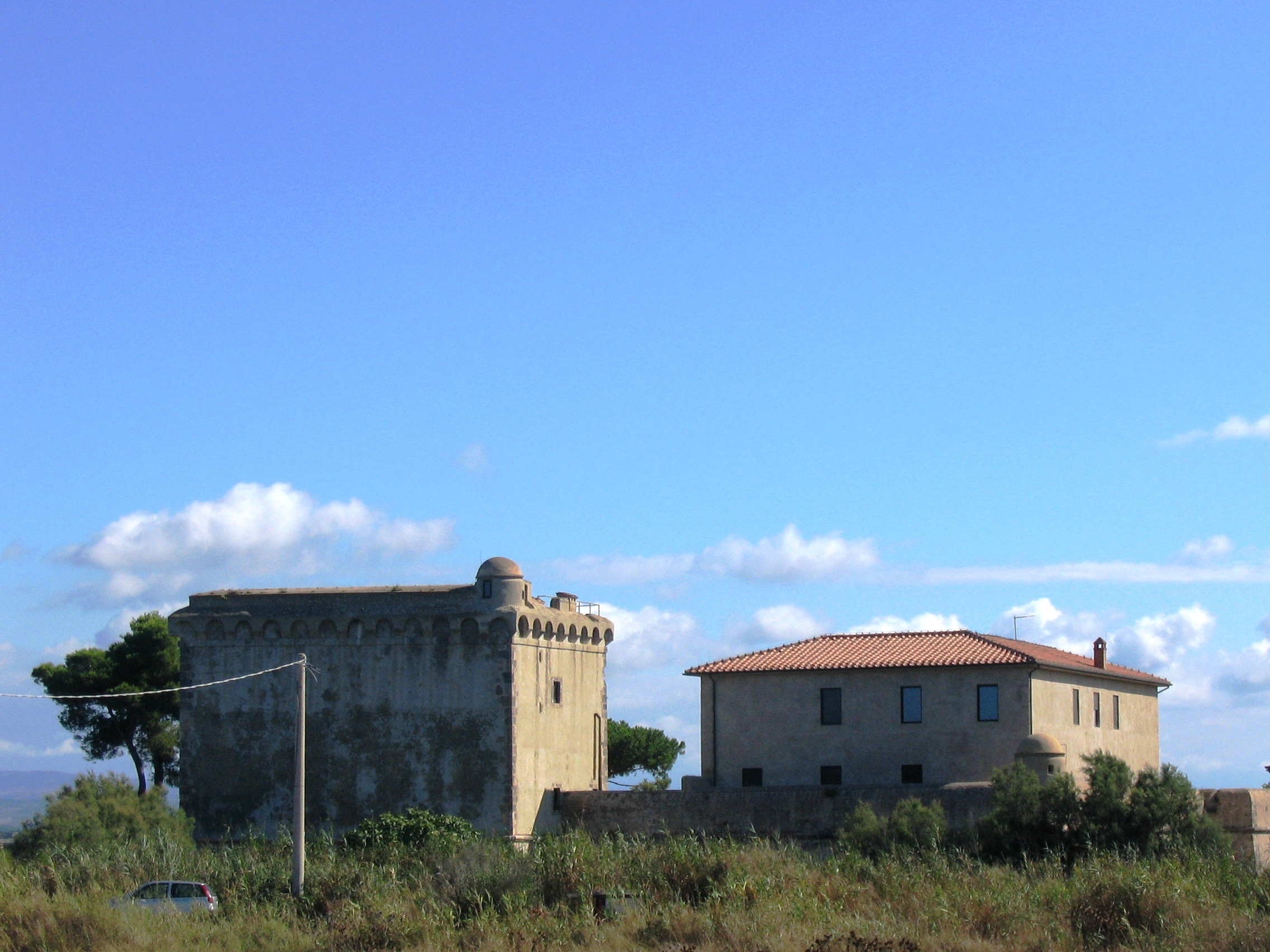
Festung Forte delle Saline

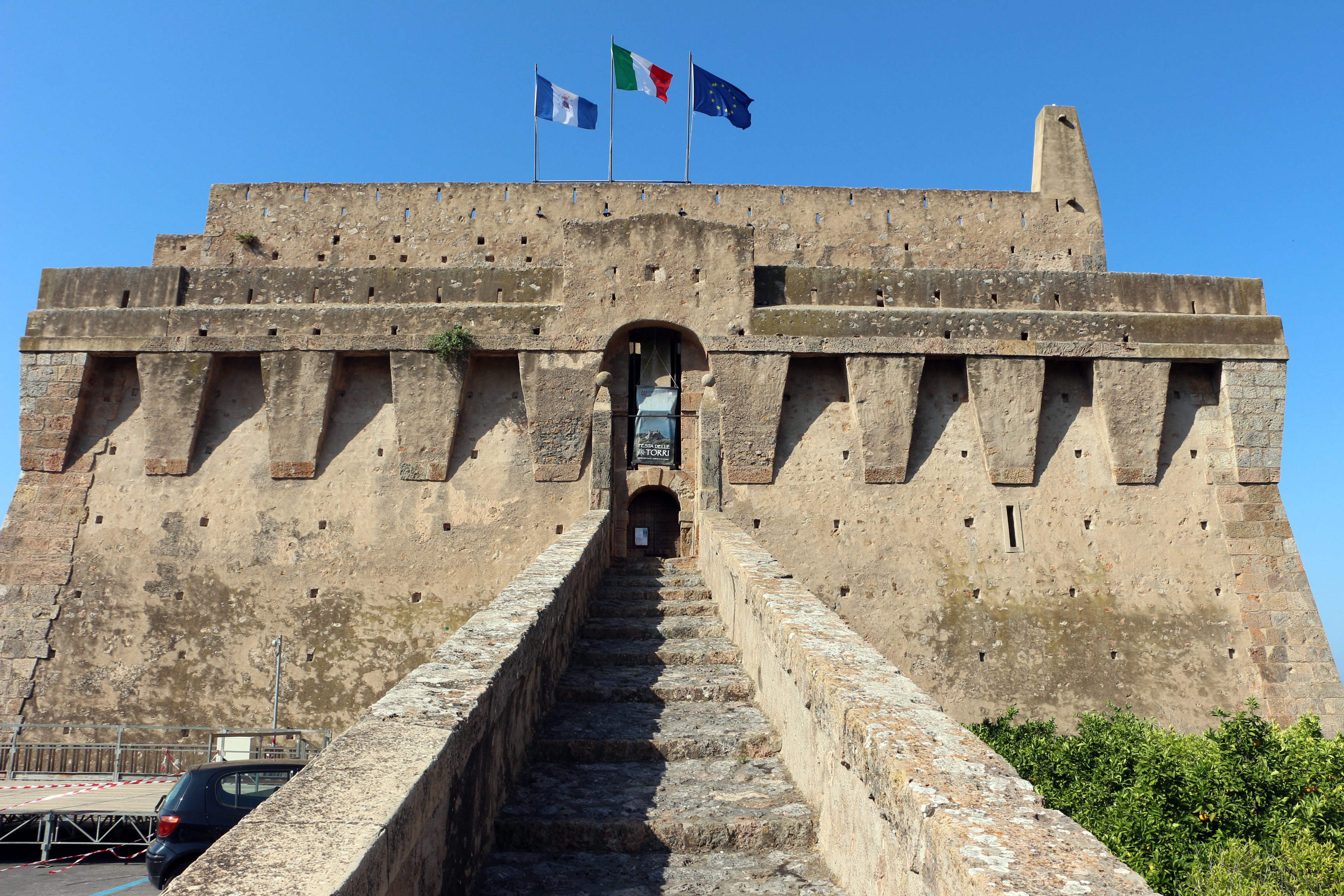
Spanische Festung in Porto Santo Stefano

Im Zuge der Auseinandersetzungen zwischen Frankreich und den Habsburgern auf der Apenninenhalbinsel (siehe: Italienische Kriege) hatte Cosimo I. de’ Medici (reg. 1537–74), der mit den Habsburgern verbündete Herzog von Florenz, im April 1555 das mit den Franzosen verbündete Siena nach einer längeren Belagerung zur Kapitulation gezwungen. Der Fall der Stadt bedeutete auch das Ende der bis dahin unabhängigen Republik Siena. Der Großteil ihres Territoriums wurde im Juli 1557 vertraglich Cosimo I. zugestanden, wodurch auch dessen Staatsbildung zum Abschluss gebracht wurde (siehe Großherzogtum Toskana). Die genannten Hafen- und Festungsstädte behielt der spanische König Philipp II. (reg. 1556–98) allerdings zurück und bildete daraus den Stato dei Presidi. Dieser stand fortan unter der Oberhoheit des Königreichs Neapel, welches als spanisches Nebenland von einem Vizekönig regiert wurde. Der neu gebildete Kleinstaat war ein weitgehend autarker Stützpunkt für die spanische Flotte und diente zunächst vorwiegend der Abwehr der Türken und Barbaresken im westlichen Mittelmeer.
Nachdem das Königreich Neapel während des Spanischen Erbfolgekrieges (1701–14) 1707 von österreichischen Streitkräften erobert worden war, hielten sich die Anhänger Philipps V. (reg. 1700–24 und 1724–46), der nach dem Aussterben der spanischen Linie des Hauses Habsburg (1700) vom „Sonnenkönig“ Ludwig XIV. (reg. 1643–1715) als König Spaniens eingesetzt worden war, nur mehr auf Sizilien, Sardinien und im Stato dei Presidi. Aufgrund des Fehlens einer österreichischen Kriegsmarine musste auf die Eroberung der beiden Inseln zunächst verzichtet werden, doch wurde noch Ende 1707 eine Truppe von 500 Mann zur Eroberung des Stato dei Presidi eingeschifft. Orbetello und Porto Santo Stefano konnten bereits 1708 zur Kapitulation gezwungen werden. Nach dem Fall von Piombino wurde auch Elba besetzt, das allerdings nicht lange gehalten werden konnte. Die Kapitulation von Porto Ercole, das von mächtigen Festungen geschützt wurde, erfolgte erst 1712, nachdem mit einigen Schiffen eine Belagerungstruppe von rund 1.000 Mann angelandet worden war. Von der Eroberung Porto Longones musste abgesehen werden. 
Durch die Friedensschlüsse von Utrecht (1713) und Rastatt (1714) wurde der Spanische Erbfolgekrieg schließlich beendet. Der Stato dei Presidi und die übrigen spanischen Besitzungen in Italien fielen nun an Österreich. Im Zuge der Friedensregelung nach dem Polnischen Thronfolgekrieg (1733–38) wechselte der Stato dei Presidi erneut seinen Besitzer. Zusammen mit dem Königreich Neapel und Sizilien fiel er aufgrund der Vereinbarungen des Wiener Vorfriedens (1735) wieder an Spanien zurück.
Gegen Ende des 18. Jahrhunderts führten die Koalitionskriege mit Frankreich zu einem erneuten Herrschaftswechsel im Stato dei Presidi. Nach dem siegreichen Italienfeldzug Napoléon Bonapartes (1769–1821) hatten die neapolitanischen Bourbonen ihre Oberhoheit über den Kleinstaat 1797 an die Franzosen abtreten müssen. Im Zuge der in den nächsten Jahren folgenden umfassenden politischen Neuordnung der Apenninenhalbinsel wurde der Stato dei Presidi 1801 schließlich dem Königreich Etrurien zugeschlagen, während die Insel Elba französischer Besitz wurde. Durch die auf dem Wiener Kongress (1814/15) vorgenommene territoriale Neuordnung Europas verschwand der Stato dei Presidi dann endgültig von der Landkarte. Zusammen mit der Insel Elba ging er im Großherzogtum Toskana auf.

## Heutige Gemeinden
| Gemeinde         | Provinz  | Fläche    |
| ---------------- | -------- | --------- |
| Capoliveri       | Livorno  | 39,56 km² |
| Monte Argentario | Grosseto | 60,4 km²  |
| Orbetello        | Grosseto | 226,8 km² |
| Porto Azzurro    | Livorno  | 13,33 km² |